# رایش

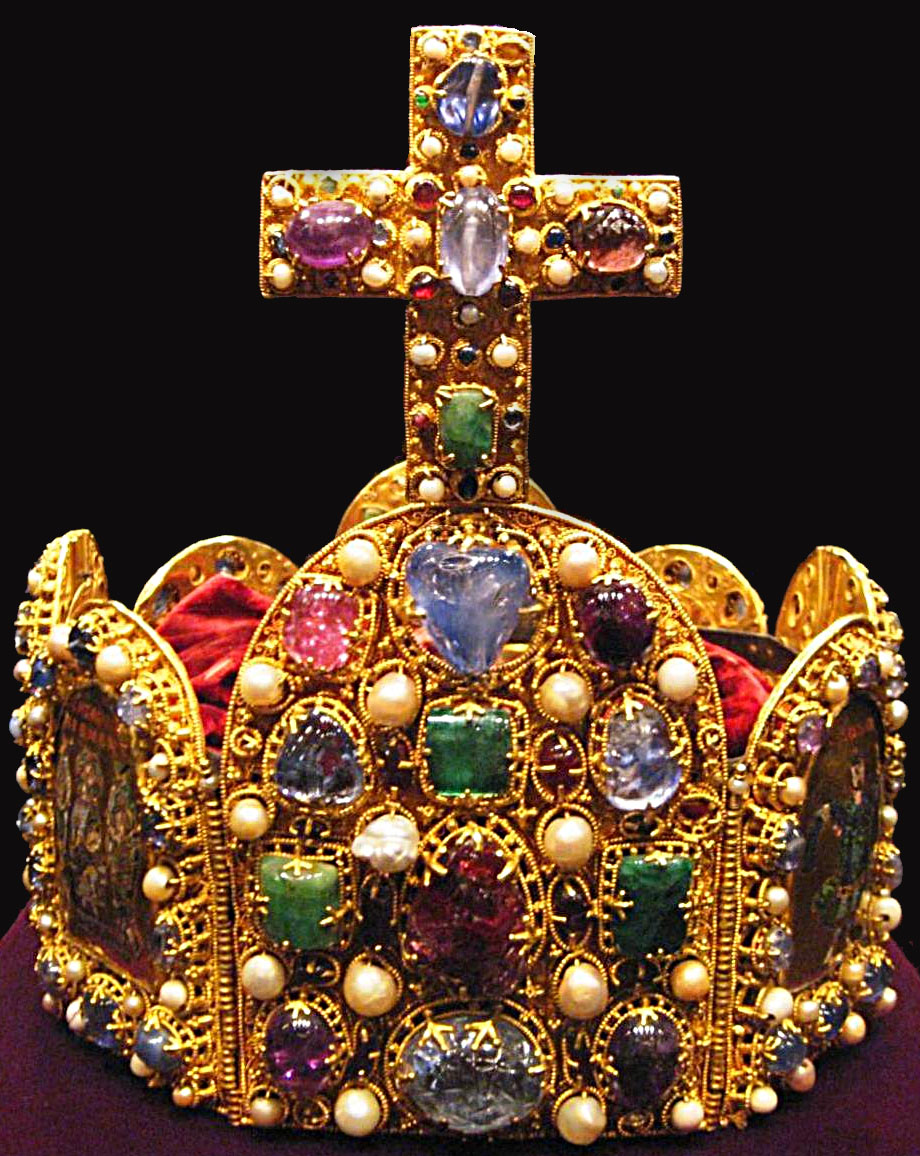
تاج سلطنتی آلمان غربی نیمه دوم قرن دهم. قدمت این طاق به دوران سلطنت امپراتور کنراد دوم می رسد

رایش (به آلمانی: Reich) واژه‌ایست آلمانی و مشابه لفظ قلمرو در انگلیسی. این اصطلاح را اولین بار مولروان دن بروک با کتاب رایش سوم (۱۹۲۳) باب کرد. اولین دولتی که رایش نام گرفت امپراتوری مقدس روم بود و دومین دولتی هم که رایش نام گرفت امپراتوری آلمان بود و همچنین واپسین دولتی که رایش خوانده شد دولت آدولف هیتلر بود که به رایش سوم شناخته می‌شود. جمهوری وایمار نیز به طور رسمی رایش آلمان نام داشت. رایش در بن معنای ثروت و نیرومندی را می‌رساند و گاه به شکل رایخ برگردان‌ می‌شود.